# Калиновка (Жлобинский район)
Калиновка (бел. Калі́наўка) — деревня в Жлобинском районе Гомельской области Республики Беларусь. В составе Новомарковичского сельсовета.

## География
Ближайшие населённые пункты Глушица, Нововиноградов, Толстыки и др.

### Транспортная сеть
Транспортные связи по просёлочной, а затем автомобильной дороге Н4373, Н4374.

## История
С 1909 года в Якимо-Слободской волости Речицкого уезда Минской губернии Российской империи, 186 жителей, 41 двор.

## Население

### Численность
- 2009 год — 2 жителя

### Динамика
- 1909 год — 186 жителей, 41 двор
- 2009 год — 2 жителя (перепись населения)

## Улицы
- Лесная

## Достопримечательность
- Водно-болотный заказник местного значения «Калиновка»